# 이마다테정
이마다테정(今立町)은 후쿠이현 이마다테군에 놓여졌던 정이다. 2005년 10월 1일에 이마다테정과 다케후시가 합병, 에치젠시가 신설되어 이마다테 지구가 되었다.

## 역사
- 1889. 4. 1. 정촌제 시행에 따라, 이마다테군 아와타베촌 구역이, 이마다테군 아와타베촌(粟田部村)으로 발족
- 1926. 10. 1. 아와타베촌→아와타베정(粟田部町)이 됨(※정제 시행)
- 1954. 7. 5. 기타신조촌 일부[A]가 아와타베정에 편입
- 1955
  - 3. 31. 아와타베정, 미나미나카야마촌, 후쿠마촌 등 3개 정·촌이 합병, 새로운 아와타베정 발족
  - 6. 10. 기타나카야마촌 일부[B]가 아와타베정에 편입
- 1956
  - 9. 29. 이마다테정으로 정명 변경[※아와타베정(粟田部町)→이마다테정(今立町)]
  - 9. 30. 오카모토촌이 이마다테정에 편입
- 1960. 9. 18. 집중호우로 오타키 신사(大滝神社) 남측의 요시자키산(吉崎山)이 붕괴, 주택등이 밀려나며 11명이 사망
- 2005. 10. 1. 이마다테정·다케후시 등 2개 시·정이 합병 에치젠시가 신설되고, 각 시·정 폐지